# Lustenau
Lustenau város Ausztriában, Vorarlberg tartományban. A város lakói elszigetelt tájnyelvet beszélnek. Legnagyobb kisebbsége a török, kb. 1500 fő.

## Fekvése
Közvetlenül a svájci határnál, a Rajna mellett, az Öreg-Rajna (Alter-Rhein) torkolatánál található.

## Történelme
Első említése 887-ből való, Lustenouua néven.
A város csak 1830-tól tartozik végérvényesen Ausztriához, előtte Svájc, illetve (a Német-Római Birodalmon belül) Bajorország birtoka, illetőleg a napóleoni háborúkat követő zűrzavarban rövid időre (1806 körül) független grófság volt. Ferenc Józseftől "Marktgemeinde"-rangot kapott, ma a legnagyobb ilyen Ausztriában.

## Sport
A vorarlbergi labdarúgás bölcsőjének tartják.

## Magyar vonatkozás
A konstanzi zsinatra (1414-1418) érkező Zsigmond királyt ötezer magyar huszár kísérte, akiket Svájc nem engedett területére, így ők osztrák oldalon maradtak és évekig a város környékén táboroztak. A legenda szerint táboruk nagy közkedveltségnek örvendett a környék hölgyei körében, innen a város neve (magyarul kb. kéjmező).